# 37 Komenda Odcinka Baligród
37 Komenda Odcinka Baligród – samodzielny pododdział Wojsk Ochrony Pogranicza.

## Formowanie i zmiany organizacyjne
37 Komenda Odcinka sformowana została w 1945 w strukturze 8 Oddziału Ochrony Pogranicza.
Formowanie rozpoczęto w październiku w Lesku ze składu osobowego 8 Dywizji Piechoty.
Ochraniała granicę od Roztok Górnych do trójstyku granic. W pierwszych dniach listopada przeszła do Baligrodu, a jej dwie strażnice (168 i 169) na krótko przeszły do Cisny, by w połowie grudnia wrócić do Baligrodu. W lutym 169 strażnica przeszła do Berehy, 168 strażnica do Wetliny. Strażnice te z końcem marca zostały wycofane do Cisnej. W tym samym czasie sztab komendantury przeniósł się wraz z pozostałymi dwoma strażnicami z Baligrodu do Cisny, tworząc grupę operacyjną. Jesienią 1946 sztab komendy odcinka wrócił do Baligrodu, a strażnice 166 i 167 przeszły do Wołkowyi. Wiosną 1948 strażnica nr 168 przeszła z Cisny do Wetliny przyjmując numer 169. Strażnica nr 169 przeszła w tym samym czasie z Cisny do m. Roztoki Górne przyjmując numer 170.
We wrześniu 1946 odcinek wszedł w skład Rzeszowskiego Oddziału WOP nr 8. W 1948, na bazie 37 Komendy Odcinka sformowano Samodzielny Batalion Ochrony Pogranicza nr 35.

## Działania bojowe
W nocy z 11 na 12 stycznia 1946 pododdziały UPA wkroczyły do Cisnej i zaatakowały posterunek MO na wzgórzu Kamionka. W Cisnej zamordowano kilku Polaków oraz spalono szkołę, urząd gminy i magazyn zbożowy. Następnego dnia do Cisny wysłano grupę bojową 37 komendy odcinka Baligród. Grupa zaatakowała bez powodzenia sotnie UPA w rejonie wsi Jabłonki. Polegli szer. Jan Walawko i szer. Bernard Rytuba. Cisnę zajęły sotnie UPA i przebywały tam do końca stycznia. Dopiero grupa bojowa 8 Dywizji Piechoty odbiła Cisnę. W Ciśnie rozlokowano dwie strażnice które przystąpiły do odbudowy dróg, mostów i linii telefonicznej Lesko–Baligród–Cisna. Zostały one ponownie zaatakowane 9 kwietnia 1946. Broniły się do nadejścia odsieczy z Baligrodu.
19 stycznia 1946 grupa rozpoznawcza komendy w sile 80 żołnierzy pod dowództwem kpt. Antoniego Pilwińskiego stoczyła walkę z sotniami UPA we wsi Średnie Wielkie. W trakcie walki utraciła tabor z ciężką bronią, amunicją i żywnością. Podzielona na kilka części przerwała okrążenie i wycofała się w kierunku na Baligród. W walce poległo 7 żołnierzy: ppor. Zygmunt Kapis, chor. Bolesław Paluszkiewicz. kpr. Marian Wrona, szer. Witold Wysocki, szer. Feliks Kołodziejczyk, szer. Stanisław Nowak i szer. Eugeniusz Basak. Do niewoli dostali się: chor. Gęsiak i dwóch rannych żołnierzy. Po rozbrojeniu i odarciu z umundurowania zostali zwolnieni.
25 marca 1946 żołnierze batalionu 34 pułku piechoty i grupy operacyjnej 37 komendy odcinka wyprowadzili z Wetliny załogi dwóch strażnic do Baligrodu. Dwa dni wcześniej grupa bojowa tych strażnic pod dowództwem st.sierż. Wacława Grzesia usiłowała sama dotrzeć do komendy po amunicję i żywność. W rejonie wsi Smerek została zaatakowana przez UPA. W walce ranni zostali: sierż. Mieczysław Zakrzewski i plut. Rogaczewski.

## Struktura organizacyjna
Dyslokacja 37 Komendy Odcinka przedstawiała się następująco :
- komendantura odcinka i pododdziały sztabowe – Baligród
- 166 strażnica – Stuposiany
- 167 strażnica – Bukowiec
- 168 strażnica – Ustrzyki Górne
- 169 strażnica – Wetlina